# Deutsche Nyanza-Schiffahrtsgesellschaft
Die Deutsche Nyanza-Schiffahrtsgesellschaft (DNSG) war ein Wirtschaftsunternehmen zum Personen- und Güterverkehr auf dem Victoriasee zur Zeit der Kolonie Deutsch-Ostafrika. Nyanza bedeutet in der Sprache der am Südufer des Sees lebenden Sukuma „große Wassermasse“ oder „See“. Die Gesellschaft war das einzige große Privatunternehmen Deutschlands an den afrikanischen Binnenseen.

## Unternehmensgeschichte

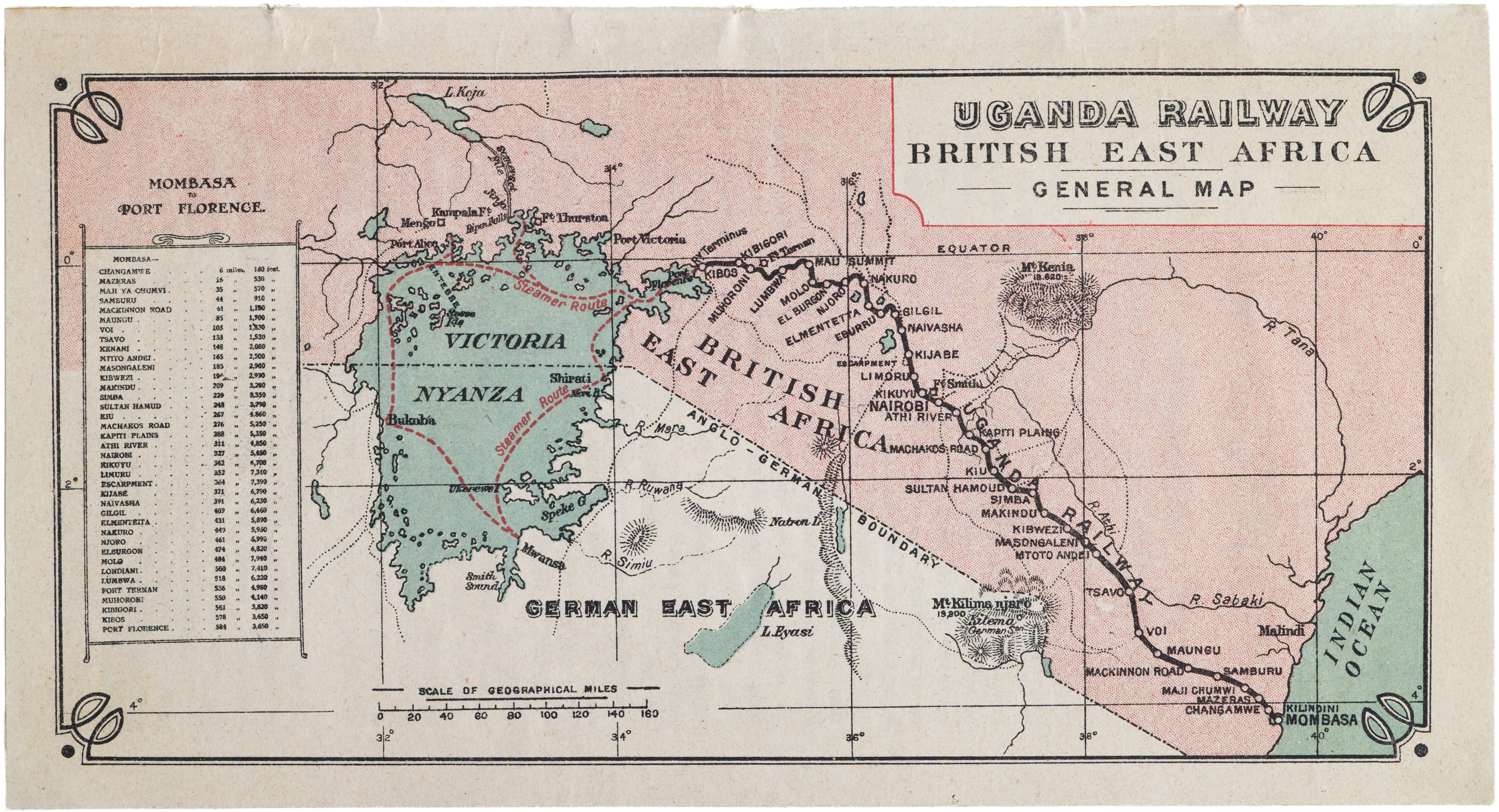
Die Uganda-Bahn und britische Schiffsrouten, die über den Viktoriasee bis Muansa führten. Dieses Verkehrsnetz erweiterte die DNSG auf südlicher Seeseite (Karte von 1909).

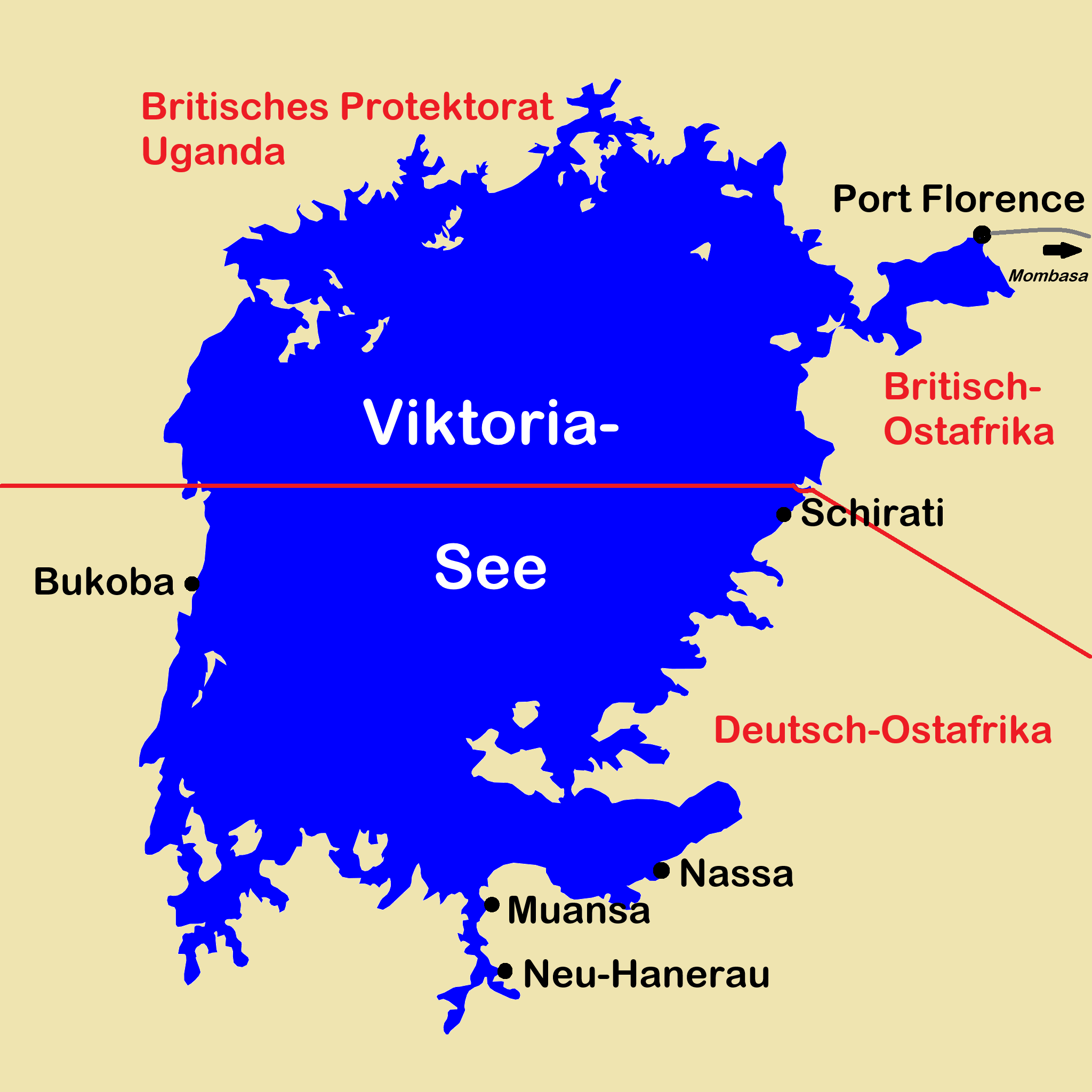
Karte des Viktoriasees mit ausgewählten Orten aus der Geschichte der DNSG (deutsche Schreibweisen um 1910)

Das Unternehmen wurde am 9. April 1907 durch den Konsul Karl Ludwig Albert Schwarz und den Kommerzienrat Heinrich Otto mit einem Stammkapital von 250.000 Mark gegründet. Treibende Kraft hinter der Gründung war der Kaufmann Carl Jungblut, der seit Ende 1900 in Ost- und Südwestafrika arbeitete. Weitere Mitglieder des Aufsichtsrates waren der Reichstagsabgeordnete Hermann Paasche (NLP), der Rechtsanwalt Helmut Schwab und der Generalmajor z. D. Rudolf Jungblut. Der Hauptsitz war zunächst in Stuttgart und ab etwa 1910 in Berlin. Eine Niederlassung bestand in Muansa am Viktoriasee. Geschäftsführer in Ostafrika war zuerst der Arzt Franz Hildebrandt, dem nach seinem Tod Carl Jungblut (Sohn des Generalmajors) folgte. Die Geschäftsführung in Deutschland übernahm bis etwa 1913 der Offizier Hans Paasche, Sohn von Hermann Paasche.
Die Schiffsrouten der Gesellschaft reichten von Bukoba im Westen bis Schirati im Osten des Victoriasees. Häfen in Britisch-Ostafrika bzw. Uganda liefen die Schiffe nicht an. Stattdessen sollten britische Schiffsrouten auf der deutschen Seite des Sees verlängert werden, die in Port Florence einen Bahnanschluss anliefen. Trotz der DNSG und Förderungen durch die deutsche Verwaltung, blieb der britische Einfluss vorherrschend. Als weitere Geschäftsfelder neben der allgemeinen Personen- und Frachtbeförderung sollten besonders der Jagdtourismus und der Reishandel erschlossen werden. Dazu errichtete die Gesellschaft in Muansa und Nassa Reisschälwerke. Eine der Hauptaufgaben der DNSG-Schiffe war die Versorgung dieser Reiswerke mit ungeschältem Reis aus der südöstlichen Region des Viktoriasees. Neben Reis wurden Brennholz, Tierhäute, Samli (eingekochte Butter), Baumwolle, Baumwollsaat und Erdnüsse transportiert. Im Jahr 1913 wurden 1.128 Afrikaner und 174 Europäer befördert.

### Geschäftsentwicklung
In den ersten Jahren ihres Bestehens machte die Gesellschaft Verluste, die allerdings abnahmen. Im Jahr 1913 wurde erstmals ein Gewinn erwirtschaftet: rund 20.800 Mark, bei einem Stammkapital von nunmehr 500.000 Mark. Aufgrund der Vorjahresverluste schüttete die Gesellschaft jedoch kein Dividende aus.
| Jahr | Gewinn/Verlust (in Mark) | Reistransport (in Tonnen) | Quellen       |
| ---- | ------------------------ | ------------------------- | ------------- |
| 1909 | −29.733                  | 250                       | [ 20 ] [ 23 ] |
| 1910 | −11.234                  | 1.100                     | [ 20 ] [ 23 ] |
| 1911 | −2.659                   | 1.600                     | [ 20 ] [ 23 ] |
| 1912 | −1.877                   | 2.100                     | [ 20 ] [ 23 ] |
| 1913 | +20.805                  | 2.400                     | [ 20 ] [ 22 ] |

Der Versuch, die Geschäfte nach dem Ersten Weltkrieg wiederaufzunehmen, scheiterte am Widerstand der britischen Verwaltung im fortan Tanganjika genannten Territorium.

### Flotte

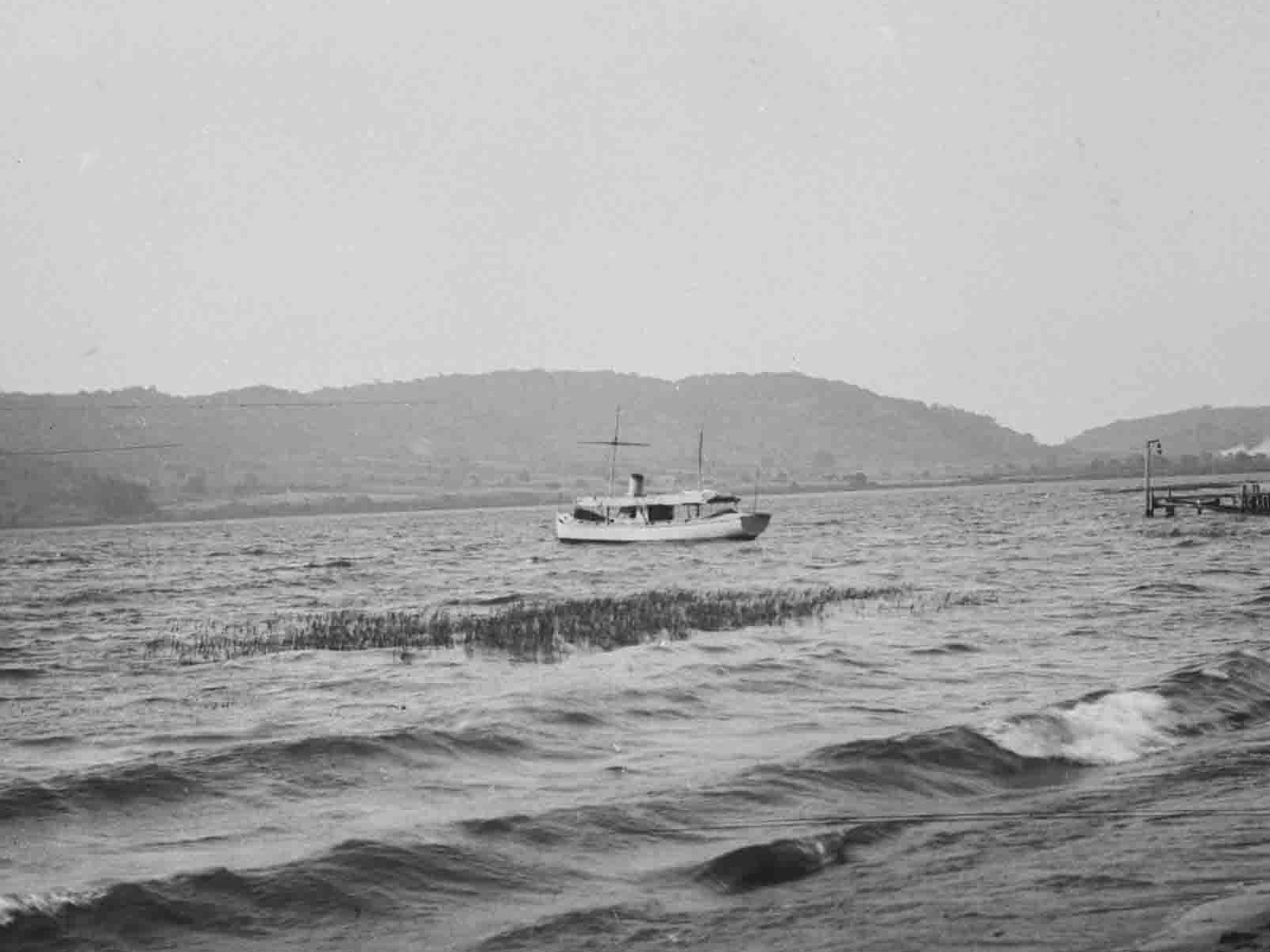
Die General Jungblut – vormals Ukerewe – bei Muansa (Foto: Kurt von Schleinitz)

Kurz vor dem Ersten Weltkrieg besaß die Gesellschaft fünf kleine Dampfschiffe (hinzu kamen Beiboote und vier Leichter):
- Albert Schwarz, Pinasse, 9 BRT
- General Jungblut (ex. Ukerewe), Aluminiumpinasse, ca. 20 t
- Heinrich Otto, Frachtdampfer, 6 BRT
- Muansa, Frachtdampfer, 80 BRT
- Schwaben (Schwesterschiff der Albert Schwarz), Schlepppinasse, 9 BRT

Sämtliche Schiffe der Gesellschaft wurden bei Kriegsbeginn von der Schutztruppe requiriert. Als die Deutschen sich nach Süden zurückzogen, wurde die Flotte im Juli 1916 bei Neu-Hanerau nahe des Stuhlmann-Sunds (südlicher Ausläufer des Viktoriasees) durch Carl Jungblut selbstversenkt. Einzelne Schiffe wurden später durch die Briten gehoben und wieder auf dem See eingesetzt. Im Jahr 1930 erhielt die Gesellschaft für die Schiffsverluste eine Abfindung des Deutschen Reiches.